# Alto de Cildad
El alto de Cildad es una pequeña elevación a 242 m s. n. m. que dista 4,5 km del mar Cantábrico en línea recta. La carretera que discurre por este alto es la CA-353 y enlaza los municipios de Reocín al este y Alfoz de Lloredo al oeste.

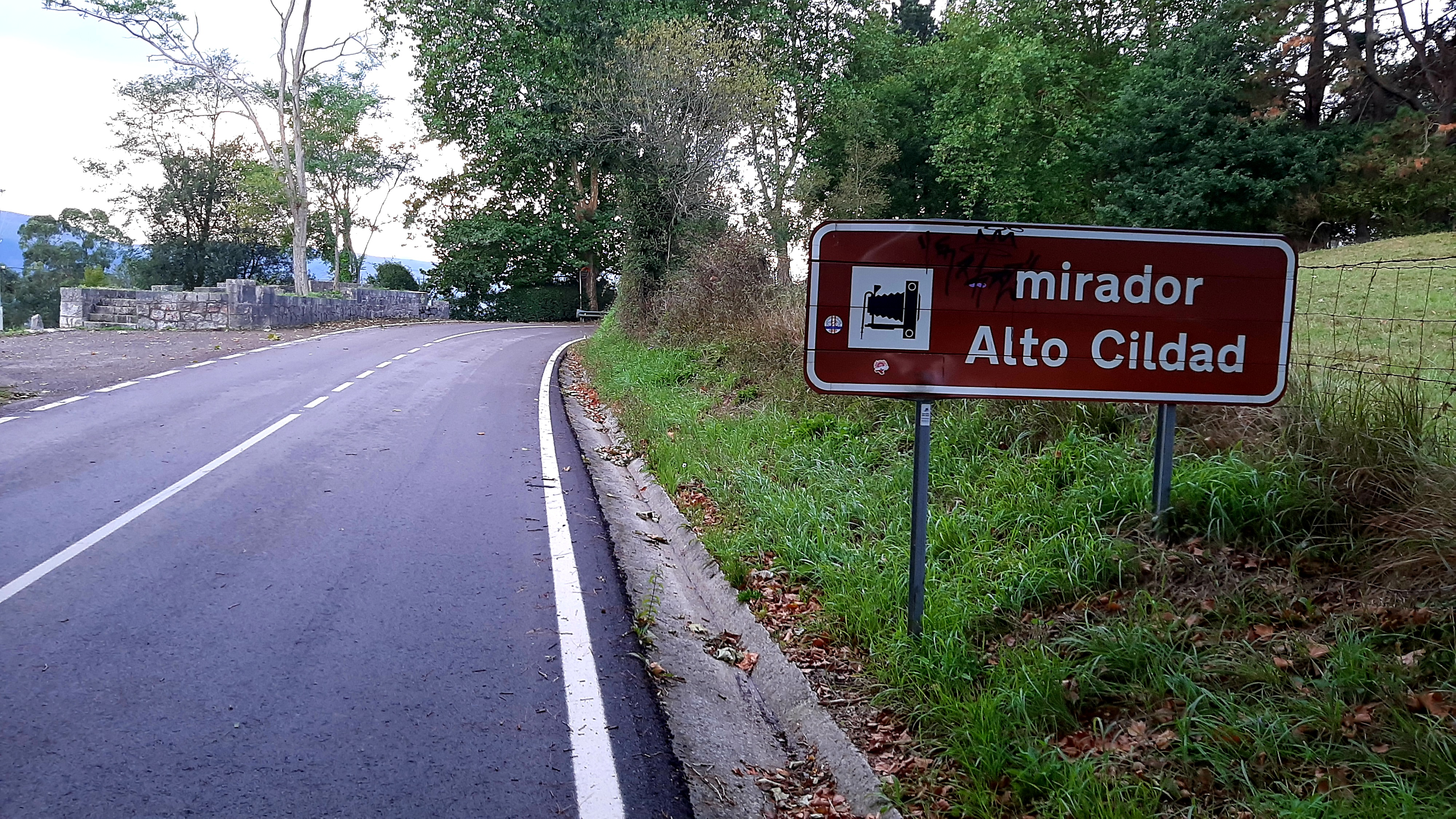
Letrero en el límite municipal de Reocín y Alfoz de Lloredo

Su nombre deriva del monte Cildad, cuya cima se eleva a escasos metros de este enclave.

## Miradores
En el alto de Cildad se localiza un mirador que ofrece una visión amplia de las montañas pasiegas y parte de las montañas del Asón. Además, subiendo a este alto por la vertiente de Alfoz de Lloredo se encuentra el mirador de Los Pandos, con vistas al mar Cantábrico y a los bosques que circundan el pueblo de Novales